# シン・ウルトラマン
『シン・ウルトラマン』は、2022年5月13日に公開された日本のSF特撮映画。1966年に放送された特撮テレビドラマ『ウルトラマン』を現在の時代に置き換えた「リブート」映画であり、タイトルロゴには「空想特撮映画」と謳われている。円谷プロダクション、東宝、カラーが共同で製作し、スタッフとして、企画・脚本の庵野秀明、監督の樋口真嗣など『シン・ゴジラ』の製作陣が参加する。
キャッチコピーは「そんなに人間が好きになったのか、ウルトラマン。」、「空想と浪漫。そして、友情。」。

## ストーリー
物語の舞台は巨大不明生物「禍威獣（）」が出現し被害が発生している日本である。日本政府は防災庁・禍威獣特設対策室（略称：禍特対（））を設立し禍威獣対策に当たっていた。そんな中、禍威獣ネロンガの出現時に謎の巨人が大気圏外から飛来し、これを撃退して去っていく。一方、巨人が飛来した際、逃げ遅れた子どもの保護にあたっていた禍特対の神永新二は、衝撃からその子をかばって死亡する。光の星から来た外星人であった巨人は、神永の自己犠牲を見て人類に興味を示し、神永と一体化する。そして、必要に応じて「ベーターカプセル」で巨人に戻りつつも、禍特対の一員として人類を理解していく。巨人は続く禍威獣ガボラも撃退し、禍特対はその人類に配慮した戦法と去り際の一瞥から、「巨大人型生物 ウルトラマン（仮）」と命名された巨人が意思疎通可能な知的生命体であると推察する。
ウルトラマンの存在が公となる中、日本政府に接触した外星人ザラブは、宇宙文明の超技術を背景に不平等条約を締結しようとするが、真の目的は人類を内戦状態にし自滅させることにあった。ザラブは陰謀を察知した神永＝ウルトラマンを拉致監禁し、ウルトラマンの正体が神永であることを世界中にリークする。さらに、にせウルトラマンに化けて破壊行為を行い、彼の抹殺を日本政府に提案するザラブだったが、禍特対の浅見弘子に救出された神永＝ウルトラマンの手で撃退される。しかし、正体が知れ渡った神永＝ウルトラマンは人間社会に居場所を失う。
新たに日本政府に接触した外星人メフィラスは、ベーターシステムによって強大な生物兵器に転用できる人類を独占管理しようと目論んでいた。彼はベーターシステムの実演として浅見を巨大化してみせた上で、ベーターシステムを活用した人類の巨大化による敵性外星人からの自衛を提案し、日本政府にベーターシステムを供与する代わりに自らを人類の上位存在として認めさせるという密約を交わす。一方、メフィラスは神永＝ウルトラマンと接触し、禍威獣は地球に放置されていた生物兵器を目覚めさせたもので、ウルトラマンを誘き出すために自らが放ったことを明かす。神永＝ウルトラマンは地球における共闘を持ち掛けられるが、外星人による地球文明への干渉を嫌ってこれを拒絶、禍特対の協力の下、ベーターシステム引き渡しの場を急襲する。メフィラスはウルトラマンとの戦闘を優位に進めるが、光の星からの新たな使いの出現により地球の命運を悟り、ベーターシステムを回収して撤退する。
このとき訪れた光の星からの新たな使いゾーフィは、ウルトラマンが神永と一体化したことで人類が生物兵器に転用できることが宇宙中に知れ渡ったため、人類は危険な存在として殲滅されることを告げ、地球を太陽系もろとも滅却する天体制圧用最終兵器ゼットンを衛星軌道上に展開する。神永＝ウルトラマンはゼットンの存在を禍特対に明かした上で、単身ゼットンに挑むが敗退し、神永の姿に戻って一時昏睡に陥る。ウルトラマンの敗退に政府関係者が絶望に陥る中、神永＝ウルトラマンが残したUSBメモリーにベーターシステムの基礎原理が書かれていることが判り、禍特対の滝明久を中心に世界中の科学者が知恵を集め、ベーターシステムを応用して次元の裂け目を作りゼットンを異次元に飛ばすという作戦を編み出す。この作戦は実行するウルトラマン自身も異次元に飛ばされる危険が高く、禍特対班長の田村君男は実行を躊躇するが、神永＝ウルトラマンは自己犠牲を厭わず人類を守ることを優先し快諾、作戦を成功させる。しかし、ウルトラマンは次元の裂け目から脱出できず、異次元に飛ばされてしまう。
異次元を漂うウルトラマンの前に、彼の「生きたい」という意思を辿ってゾーフィが現れ、人類の知性と健闘を認めて殲滅を中止したことを告げる。彼はウルトラマンを光の星に連れ帰ろうとするが、今後の人類の行く末を案じたウルトラマンはこれを拒絶、神永に自分の命を与えてほしいと頼む。その意を汲んだゾーフィは、ウルトラマンと神永を分離する。次の瞬間、神永は禍特対の仲間たちに迎えられて目を覚ました。

## 登場キャラクター

### 禍威獣特設対策室
通称「禍特対（）」。日本に次々と出現する巨大不明生物「禍威獣」に対抗するために、政府が設立した防災庁内に禍威獣災害対策を主任務として設置された専従組織。
民間や各省庁から5人の優秀だが癖の強い精鋭たちが選抜され、作戦立案や現況分析を災害現場にて実施し、各自衛隊と協力して禍威獣を駆除する。
- 「禍威獣」と同様に「科特隊（科学特捜隊）」と音だけ合わせた当て字となっている[16]。英語名称は「S-Class Species Suppression Protocol（enforcement unit）」[11]で、英略称は科特隊と同じ"SSSP"となる。
- メンバーの人数は原典に合わせたものとなっている[16]。
- 当初、出動時の専用のオレンジのジャケットがデザインされ、衣装合わせまで行われたが、後に採用が見送られた[17][16]。だが、妥協案として腕章をオレンジにすることとなった[16]。マークは縦仕様だが、車両などにも対応できるように横仕様のものも考案されている[17]。
- 専従班室の壁時計は、『ウルトラマン』に登場した時計と同様の形状となっている[18]。机上メインモニターの壁紙は、『マイティジャック』のスチールが採用された[16]。
- 専用車は製作費の削減も兼ねて原典と同様にマークを市販車に付けるのみとなった[16]。

神永 新二（）
本作品の主人公。警察庁警備局公安部より出向した専従班の作戦立案担当官。1986年7月17日生まれの血液型A型。寡黙で単独行動が多く、普段から表に感情を出さない性格。
デスクの上は何もない浅見との重複を避けるため、消波ブロックのミニチュアを並べている。
ベーターカプセルによってウルトラマンに変身する。
浅見 弘子（）
元ニノ四分析官上席調査官で、ネロンガ戦後に公安調査庁より巨人対策のために出向した専従班の分析官。神永とバディを組むも、単独行動が多い彼に不満を持って反発するが、彼の正体を知って徐々に信頼を強めていく。ザラブに捕らえられたり、メフィラスに巨大化させられるなど、様々な災難に見舞われる。
当初はゼットン戦の直前で神永との軽いキスシーンがあったが、全体的なバランスなどを考えて編集でカットされた。
机上には余計なものを何も置かないようにしている。
滝 明久（）
城北大学理学研究科非粒子物理学専攻で、同大学から嘱託した専従班の非粒子物理学者。
オタクのような趣味を持ち、机上には私物である『宇宙大作戦』のエンタープライズ号や『サンダーバード』の救助メカなど怪獣がメインで登場しない特撮作品の模型類が置かれている。
船縁 由美（）
文部科学省より出向した専従班の汎用生物学者。禍威獣の対応策を生物学の観点から提案する。非常事態でもマイペースを保つタフな性格であり、おしゃべりかつ早口で過激な言葉を時に口にする一面も持つ。
机上は生物学関連の専門書や多少のグッズぐらいにしている。
田村 君男（）
防衛省防衛政策局より出向した禍特対専従班の班長。他のメンバーを強いリーダーシップでまとめる。
机上には班長らしいポイントとしてマスコットキャラのKATO太くんのぬいぐるみが置かれている。
宗像 龍彦（）
禍特対の室長。

### 政府関係
小室 肇（）
防災大臣。
大隈 泰司（）
内閣総理大臣。
狩場 邦彦（）
防衛大臣。
中西 誠一（）
外務大臣。
政府の男
内閣官房長官
首相補佐官

### その他
早坂（）
陸自戦闘団長。
加賀美（）
警察庁警備局公安課。

### 外星人
ウルトラマン
大気圏外から飛来した飛翔体で、禍威獣とは異なり、飛行能力や人間に類する体躯を持つ銀色の巨人。何らかの意志や知性が感じられる行動を取り、浅見によって研修時代にいた組織で、最重要機密案件を意味する際に用いていた符丁である「ウルトラ」を入れた「ウルトラマン（仮）」と命名される。神永と一体化してからは変身用アイテム・ベーターカプセルを起動させることで出現する。
十字に手を組むことでスペシウム133による強力な光波熱線・スペシウム光線を放射する。体表の赤いラインは、エネルギー消耗時には緑に変化する。ネロンガの50万キロワットの電流を浴びてもダメージを受けないほか、正面からガボラの攻撃を受けて放射性物質を自身の体で除去した。
神永とは別人格であることから、斎藤以外の別の人物が声を充てることとなった。
ゾーフィ
光の星から来た新たな使い。
ザラブ
地球を来訪した外星人で言語を用いて人類にコンタクトを図る。
メフィラス
地球に来訪した外星人第0号を名乗る男。

### 禍威獣（敵性大型生物）
日本各地に出没した超自然発生巨大生物で、政府からは人類の敵と認定されたため、敵性大型生物「禍威獣」と命名された。それぞれ個別の能力や形状、機能を有する。後にウルトラマンを誘き出すためにメフィラスが地球に放置されていた生物兵器を目覚めさせたものと明かされる。
- 現代では「怪獣」は怪しい獣、というイメージであり、これまでとは異なる世界観を少しでも出すために同音の当て字である「禍威獣」となった[16]。
- 成田のデザインの特徴であった、生き物ではあるが非生物のような金属的な部分があったり、コラージュなどハイブリッドな質感のものが多かったため、有機的なものと無機的なものが融合したキメラ的な解釈の兵器寄りのデザインとなった[22]。

ゴメス
巨大不明生物。
マンモスフラワー
巨大不明生物第2号。
ペギラ
巨大不明生物第3号。
飛翔禍威獣 ラルゲユウス
敵性大型生物第4号。
溶解禍威獣 カイゲル
敵性大型生物第5号。
放射性物質捕食禍威獣 パゴス
敵性大型生物第6号。
禍威獣第7号 ネロンガ
禍威獣第7号である電気を捕食する特性を持つ透明禍威獣。首都圏郊外に出現し、電力設備を襲撃する。電気を捕食して満腹になると可視化して暴れはじめた。ちなみに命名は防災大臣の趣味とされている。
禍威獣第8号 ガボラ
禍威獣第8号である地底禍威獣。

### 天体制圧用最終兵器
ゼットン
ゾーフィがマルチバースの外星人たちが地球人類を兵器として転用する前に地球人を全て滅ぼすために光の星から持って来た天体制圧用最終兵器。

## キャスト
- 神永新二 - 斎藤工[23][24]
- 浅見弘子 - 長澤まさみ[23][25]
- 滝明久 - 有岡大貴[26][25]
- 船縁由美 - 早見あかり[26][25]
- 大隈泰司 - 嶋田久作[26]
- 小室肇 - 岩松了[26]
- 内閣官房長官 - 堀内正美[1]
- 中西誠一 - 山崎一[26]
- 狩場邦彦 - 益岡徹[26]
- 与党幹事長 - 小林勝也[27]
- 首相補佐官 - 利重剛[1]
- 早坂 - 長塚圭史[26]
- 加賀美 - 和田聰宏[26]
- 喜多島文哉（警察庁長官） - 塚本幸男[28]
- 鵜飼勝秀（内閣情報官） - 赤堀雅秋[29]
- 庭野健吾（公安調査庁長官） - ヨシダ朝[30]
- 統合幕僚長 - 久松信美[31]
- 朝倉（陸自 小隊長）- 國本鍾建[32]
- 防災副大臣 - キンタカオ
- 防災大臣政務官A - 横田栄司[33]
- 防災大臣政務官B - 大場泰正[34]
- 外務大臣政務官 - 屋敷紘子[35]
- 吉住（陸自小隊長） - 島津健太郎[36]
- 政府関係者 - 鍛治直人[37]
- 政府関係者 - 日比大介[38]
- 政府関係者 - 西原誠吾[39]
- 政府関係者 - 平原テツ[40]
- 首相秘書官 - 中野順一朗[41]
- 防災大臣秘書官 - 村上新悟[42]
- 防衛大臣秘書官 - 真田幹也[43]
- 防災庁官僚A - 粕谷吉洋[44]
- 防災庁官僚C - 細川洋平[45]
- 防災庁官僚D - 吉田亮[46]
- 防災庁連絡員 - 森優作[47]
- 防災庁連絡員 - 井上雄太[48]
- 防災庁連絡員 - 宮崎翔太[47]
- TERU[49]
- 防災庁官僚B - 村本明久[50]
- メフィラス - 山本耕史[26]
- 政府の男 - 竹野内豊[1]
- 宮田佳典[51]
- 陸上自衛隊員 - 伊藤竜也[52][53]
- 陸上自衛隊員 - イワゴウサトシ[54][53]
- 陸上自衛隊員 - 西泰平[53]
- 荒木貴裕[49]
- 陸上自衛隊員 - 山中良弘[55]
- 長谷川直紀[56]
- 航空自衛隊員 - 志賀龍美[53]
- 神永に保護される子供 - 豊田温大[57]
- ニュースキャスター - 岡崎奈々[58]
- ニュースキャスター - 稲田恵司[59]
- 有沢雪[49]
- 杉原枝利香[60]
- 堀田祥子[49]
- 男の子供 - 本多陽登[61]
- 男の子供 - 細井鼓太[61]
- 男の子供 - 大山蓮斗[49]
- 寺内勇貴
- 下澤実礼
- 生沼佳恋
- 加藤千尚
- 中村尚輝
- 中澤功
- 米元信太郎[62]
- 大将（居酒屋） - 白石和彌[63]
- 福田伸之
- 多賀航太
- 本澤雄太[64]
- 菊池大輝
- 池内偉剛
- 寺尾真俊
- 海老澤英紀
- 平山享
- 防衛隊長 - 小池剛太郎[65]
- しいたけを
- 大會根亮
- 舞名圭
- 大友和彦
- 藤山ユウキ
- 陸上自衛隊員 - 駒水健[66]
- 宮本憲治
- 藤谷聖徳
- 井手尾敦[67]
- 自衛隊員 - 酒井光男[68]
- 岩瀬晃太
- 田邉健太
- 小野寺達哉
- 陸上自衛隊員 - 小野田せっかく[69]
- 阿部太一
- 自衛隊員 - 齊藤憲良[70]
- 藤原政彦
- 常名泰司
- 長戸浩二
- 内藤信幸
- 古田裕之
- 湯田宗登[49]
- 宗像龍彦 - 田中哲司[26]
- 田村君男 - 西島秀俊[23][25]

### 声ノ出演
- ウルトラマン - 高橋一生[1][21]
- ゾーフィ - 山寺宏一[1][71]
- ザラブ - 津田健次郎[72]

## スタッフ
出典：パンフレット
- 製作代表 - 山本英俊
- 製作 - 塚越隆行、市川南、庵野秀明
- 共同製作 - 永竹正幸、松岡宏泰、緒方智幸
- 企画[23][73] - 塚越隆行、庵野秀明
- 脚本[23][73] - 庵野秀明
- 原作監修 - 隠田雅浩
- エグゼクティブプロデューサー - 臼井央、黒澤桂
- プロデューサー - 和田倉和利、青木竹彦、西野智也、川島正規
- 協力プロデューサー - 山内章弘
- ラインプロデューサー - 森賢正
- プロダクション統括 - 會田望
- 撮影 - 市川修、鈴木啓造
- 照明 - 吉角荘介
- 美術 - 林田裕至、佐久嶋依里
- 編集 - 栗原洋平、庵野秀明
- VFXスーパーバイザー - 佐藤敦紀
- ポストプロダクションスーパーバイザー - 上田倫人
- CGアニメーションスーパーバイザー - 熊本周平
- 録音 - 田中博信
- 整音 - 山田陽
- 音響効果 - 野口透
- 装置設計 - 郡司英雄
- 装飾 - 坂本朗、田口貴久
- アクションコーディネイター - 田渕景也
- スタイリスト - 伊賀大介
- ヘアメイク - 外丸愛
- コンセプトデザイン - 庵野秀明
- デザイン - 前田真宏、山下いくと、竹谷隆之
- VFXプロデューサー - 井上浩正、大野昌代
- VFXディレクター - 佐々木悟
- CGスーパーバイザー - 伏見剛
- コンポジットスーパーバイザー - 小林晋悟
- キャラクターモデリングスーパーバイザー / CGディレクター - 上西琢也
- CGIアートディレクター - 小林浩康
- カラーグレーダー - 齋藤精二
- キャスティング - 杉野剛
- スクリプター - 田口良子
- 助監督 - 中山権正
- 製作担当 - 岩谷浩
- 撮影 - 尾上克郎、摩砂雪、轟木一騎、樋口真嗣、庵野秀明、上田倫人
- ウルトラマンCG原型モデル - 古谷敏
- ウルトラマン雛型3Dプリント - 織田隆治
- ウルトラマン第二号雛型着彩 - 原口智生
- 企画協力 - 大月俊倫、中島かずき
- 企画・制作協力 - 佐藤善宏
- 資料協力 - 西村祐次、原口智生、金田益実、氷川竜介
- 取材協力 - 森健人、田島木綿子、児玉啓佑、千々部克洋
- 画コンテ - 轟木一騎、樋口真嗣、摩砂雪、横山彰利、片山一良、上田倫人、庵野秀明
- タイトルロゴデザイン - 庵野秀明、小林浩康
- モーションアクションアクター - 古谷敏[1]、庵野秀明[1]、熊本周平[1]、出口正義[1]、松岡航平[1]、坂井良平[1]、荒川真[1]、後藤健[1]、関田安明[1]
- アクションパートヴァーチャルカメラマン - 轟木一騎、摩砂雪、上田倫人
- 光学作画 - 飯塚定雄[11][注釈 1]
- CGビルアセット監修 - 三池敏夫
- 宣伝プロデューサー - 中西藍
- ティザーポスター・ティザーチラシ表面デザイン - 庵野秀明、轟木一騎
- 広告デザイン：細川寿樹
- 総宣伝監修 - 庵野秀明
- 特撮班
  - 撮影 - 鈴木啓造
  - 照明 - 山﨑豊
  - 特殊美術 - 三池敏夫、松浦芳
  - 操演 - 中山亨
- 音楽 - 宮内國郎、鷺巣詩郎[74]
- 音楽プロデューサー - 北原京子
- 音楽スーパーバイザー - 鳥居理恵
- 選曲 - 庵野秀明
- VFX - 白組 など
- ウルトラマン / 禍威獣 / 外星人 オリジナルデザイン - 成田亨
- デザイン協力 - Eternal Universe、成田流里
- 「シン・ウルトラマン」製作委員会
  - 円谷プロダクション[23][73] - 高橋良太、庄司和宏、秋田光康、田中陽介
  - 東宝[23][73] - 上田太地、江見威彦、稲垣優、鎌田周平、尾村明洋
  - カラー[23][73] - 緒方智幸、川島正規、三好寛
- 制作プロダクション - TOHOスタジオ[23]、シネバザール[23]
- 監督補 - 摩砂雪[75]
- 副監督 - 轟木一騎
- 准監督 - 尾上克郎[76]
- 総監修 - 庵野秀明
- 監督 - 樋口真嗣[23][73]
- 配給 - 東宝[23][73]

## 音楽
下記のほかにも『エヴァンゲリオン』シリーズや『シン・ゴジラ』での候補曲から、未使用に終わっていた音楽も使用されている。
主題歌「M八七」（Sony Music Labels）
作詞・作曲・歌 - 米津玄師 / 編曲 - 米津玄師、坂東祐大
- 本作品ではウルトラマンの出身地を明確にしておらず、米津から当初渡された曲のタイトルも「M78」であった。しかし、初代ウルトラマンの放送当時に「M87」と台本に書いてあったものが印刷台本時に間違って「M七八」になった、というエピソードを汲んで曲のタイトルを「M八七」にしてはいかがか、と返したところ米津もこれを快諾し、「M八七」になったという。

劇中曲「小鳥」
作詞 - 山口洋子 / 作曲 - 筒美京平 / 編曲 - ボブ佐久間（徳間ジャパン） / 歌 - 五木ひろし
- 『日本沈没』（1974年のテレビドラマ）の挿入歌

## 製作
本作品の企画は、フィールズの会長である山本英俊が中心となって模索されていた映画の企画が思うように進んでいなかったため、2017年11月16日に円谷プロの社長に就任した塚越隆行から、シリーズや劇場などの形態を問わずに、2020年に向けたウルトラマンを題材とした3本連作の企画と監督の依頼が元々親交のあった庵野に来たことから始まった。庵野は本作品の企画以前に2013年12月28日に書いていた「帰ってきたウルトラマンプロットメモ」を分解再構成して前日譚と後日譚を合わせた3本連作の企画案を塚越に提出した。
脚本検討稿は2019年2月5日に脱稿し、同年8月1日にウルトラシリーズの新作映画として製作が公表され、主要スタッフおよびキャストが同時に公開された。庵野は同時期に『シン・エヴァンゲリオン劇場版𝄇』や『シン・仮面ライダー』の製作や撮影があり、ロケハンや撮影現場にはほとんど参加しておらず、数日間のカメラマン応援や監督代理、撮影と並行した編集作業を進め、両作品の制作がひと段落した2022年1月末から全体的なクオリティーコントロールのチェック作業をその都度行ったという。
撮影開始時期は未発表だが、2019年秋のエキストラ撮影に向けて同年8月20日にエキストラ募集がかけられ、同年11月23日の『第2回熱海怪獣映画祭』において、すでに撮影が終了したことが発表された。
2019年12月14日には、円谷プロダクションによるラインナップ発表会『TSUBURAYA CONVENTION 2019』のオープニングセレモニーに主人公役を演じる斎藤工と監督の樋口が登壇し、本作品のウルトラマンのデザインやタイトルロゴが発表された。その壇上にて斎藤は父がかつて『ウルトラマンタロウ』の現場（東北新社）で働いていたこと（爆破担当）を明かした上で「まさか自分がウルトラマンを演じるとは思っていなかったが、話を頂いてだから自分が演じるのかという気持ちになった」、樋口は本作品のウルトラマンの雛形フィギュアを披露し、「どのウルトラマン世代にも刺さる作品を目指したい」との旨をそれぞれ明かしている。
2020年2月9日には『ワンダーフェスティバル2020冬』のオープニングセレモニーでも発表され、円谷プロブースに本作品のウルトラマンの形状検証用の3D出力による素体立体物である「第一号雛型」、原口智生による彩色の体表ライン検証用の着彩済立体物である「第二号雛型」の実物が出展された。
2020年11月3日には公開時期が2021年初夏であることが発表されたほか、同日に開館した須賀川特撮アーカイブセンターの開館式においてスペシウム光線のポーズを取った立像が披露された。その後、立像は『庵野秀明展』や大阪あべのハルカス美術館での巡回展にも展示された。
2021年1月29日には登場人物たちやウルトラマン、ガボラとネロンガが登場する特報映像のほか、変身アイテムや主人公「神永新二」の名前が刻印されたドッグタグ、キャッチコピーが併記された特別ビジュアルが公開された。
2021年3月26日、新型コロナウイルス感染症（COVID-19）の流行で制作スケジュールの影響が生じたことを理由に公開の予定が当初の2021年初夏から延期となることが明らかにされた。
2021年12月13日、『TSUBURAYA CONVENTION 2021 SPECIAL PROGRAM』にて、新たな公開日が2022年5月13日になることと、斎藤演じる主人公の役名が発表された。そして新たな特報が公開された。
2022年3月17日、新たなポスター・劇場用バナービジュアルが公開された。またスタッフリストも同時に公開された。
2022年3月30日、新たな場面写真のほか、主人公の所属組織の通称が禍特対（カトクタイ）であることや、そのメンバーの役名が発表された。
2022年4月15日、新たな特報映像とストーリーが公開され、ウルトラマンが立ち向かう巨大不明生物の呼称が「禍威獣」（カイジュウ）であることや、“外星人”の存在が明らかになった。
2022年4月18日、82秒の予告編が公開された。

### 制作
ウルトラマンと主人公が融合する流れは、初代『ウルトラマン』のようにウルトラマンのミスによる人身事故の責任を取る流れを避け、他天体からの高度な生命体が異なる価値観などを持つ人間に興味を持ち、人間を理解したいという流れとなった。
原典では「光の国」だが、「国」ではやや狭いイメージになることから、本作品では「光の星」という名称となっている。
緩めの世界観にしたかったことから、政府系組織内外の設定などは『シン・ゴジラ』に比べてかなりフィクション寄りとなっている。
本作品に登場する怪獣であるネロンガとガボラは、『ウルトラマン』では同一の着ぐるみを改造したものであるが、本作品でもCGを作る時間やコストを抑え、デザイン的な共通点を作る予定であったが、リアリティの部分をこだわって追求していくうちに、当初のものから背中のデザインなどはだいぶ変わってしまったという。キャラクターの造形物をスキャンして3DCGを作った『シン・ゴジラ』とは異なり、本作品ではデザイナーが描いた2次元のデザイン画をCG化したものとなっている。禍威獣はアクターが演じたものを基に、アニメを起こして芝居を付けている。着ぐるみでは四足歩行の怪獣は、中に人間が入ることから逆関節ではないため、本作品では逆関節になっていることも考えられたが、中に人が入ったことを想定してデザインしているため、逆関節ではなくなった。
スペシウム光線などの光学作画は、初代『ウルトラマン』と同様に光学合成の飯塚定雄が紙に手描きした作画素材をデジタル上に取り込んで使用している。
撮影技術としては、『シン・ゴジラ』でも導入された、4Kで撮影可能なiPhoneで撮影した広角アングルのカットや、ドローンを用いた3Dスキャンの技術、iPhoneで俳優が撮影しながら演じるスタイル、などが取り入れられた。
実際の撮影では、多くのカメラに加え私物である何十台ものiPhoneで撮影された膨大なカットをiPadに記録してクラウドにアップして共有されたという。また、監督の樋口自身も自ら撮影したものもあったという。
通常は、1台のカメラで寄りの画や引きの画が撮影されるが、本作品ではどこから撮られているかわからず、誰かがセリフを噛んでも、シーンの最初から最後まで撮り切ることを繰り返していったという。
『シン・ゴジラ』と同様にメインタイトルは、爆発ワイプの表現がそのまま踏襲され、該当する前作が作品世界的に存在しないが、スタッフや『シン・』というタイトルの共通点、なんとなくつながっているような世界観から『シン・ゴジラ』のタイトルロゴとなっている。
ロケーション撮影は茨城県の県議会議事堂、神奈川県横浜市、千葉県の千葉県立中央図書館・市原市、山梨県甲府市・身延町などで行われた。また、神永新二（ウルトラマン）とメフィラスが話し合うシーンは居酒屋「浅草一文」で撮影が行われ、2人が座った席には予約が殺到したという。

### デザイン
本作品のウルトラマンのデザインコンセプトは、初代ウルトラマンをデザインした成田亨が1983年に描いた油彩『真実と正義と美の化身』が元になっている。成田と彫刻家の佐々木明によるオリジナルデザインへの回帰を図った結果、カラータイマーや『ウルトラマン』のマスコミ用特写会の直前まで成田が躊躇した目の下の覗き穴、スーツ着脱用ファスナーに伴う背鰭が廃され、マスクからボディ、グローブ、ブーツまでシームレスに繋がっており、宇宙人らしい原初のウルトラマンとなった。
長い手足と痩身の身体は、初代ウルトラマンのスーツアクターを担当した古谷敏の長身痩躯のスタイルを色濃く投影し、当時の塗料では表現しきれなかった金属のようなメタル感が意識された皮膚感となっているなど、宇宙人の雰囲気を強くしている。3DCG描写であるからこそ可能な表現として、原典のウルトラマン、古谷敏の動きや芝居など初代の雰囲気を再現するために、基本動作などはオリジナルの映像をトレースしたり、古谷のモーションキャプチャーのデータを元にしており、部分的には古谷の動きや芝居をイメージして庵野が動いたモーションキャプチャーデータも使用している。
CGモデルは古谷の体躯データから作成された。
体表のラインは成田が描いた様々な絵画やイラストからのシャープなイメージを融合させている。カラータイマーは数多のウルトラマンとの差別化としてなくしたものであるが、原典と同様に後から制作の都合で付けられた流れと同様に、続編のプロットではカラータイマーの付いたウルトラマンが登場するようになっている。原典でも活動制限時間は明確に描かれていないため、本作品でも時間は明記されておらず、続編でもその流れを活かすプロットとなっている。その代わりにエネルギー残量が乏しくなると、体色が変化するものとなった。脚本では青から赤になる流れであったが、他のウルトラ作品では青にタイプチェンジするものが多いため、緑となり、赤のイメージが強かったことから、最初は赤で登場することとなった。骨組みをウルトラマンのモデルに仕込んで普通に動かすと、つるんとした銀色の人が動いているだけであるため、ウルトラマンをアニメーションで作った後に、ウエットスーツを上から着せたような感じで歪みや皺を後に加えている。
地球飛来時の顔はウルトラマンAタイプのものに近づけられ、体色は銀色が採用された。
初代ウルトラマンが目のダイヤカットの1マスごとにFRPを裏から塗って電球が見えないようになっており、本作品でもダイヤカットが表現されている。
なお、書籍によっては、『ウルトラマン』でのマスクはA・B・Cの3タイプが制作されているが、本作品でのマスクはCタイプを元にしていると推測される。
本作品のウルトラマンは、基本のフォルムをドローイングで詰め、佐々木明が『ウルトラマン』制作当時の1966～67年に作成したマスクを原型に3Dスキャンして立体に起こされたマスクを基に3DCGでデザインされ、体表ラインやフォルムなどは、多くのCGモデルやデザイン画が描かれ、前述の「第一号雛型」や「第二号雛型」によって検証された。

## 反響・評価
2021年1月29日に特報映像が公開された際には「ウルトラマン」が日本国内のTwitterのトレンドに入ったほか、日本国外でも映画監督のギレルモ・デル・トロやジョーダン・ヴォート＝ロバーツが興奮や絶賛のコメントを寄せている。また、同年8月12日にはジェームズ・ガンが樋口とのリモート対談で興奮しながら期待のコメントを寄せる映像が公開されている。
劇中におけるメフィラスの「私の好きな言葉です」「河岸を変えよう」「割り勘でいいか、ウルトラマン」という独特の言い回しが、ファンの間で「メフィラス構文」と呼称され話題になった。
「ウルトラシリーズ」の中で歴代興収一位であった『大決戦!超ウルトラ8兄弟』の記録を上回り、2022年7月現在も記録を更新している。
海外映画祭へ出品されることが決定しており、出品されるのは、スイス・ヌーシャテルで開催の「ヌーシャテル国際ファンタスティック映画祭」（7月1日～9日）、カナダ・モントリオールで開催の「ファンタジア国際映画祭」（7月14日～8月3日）、アメリカ・ニューヨークで開催の「ニューヨーク・アジアン・フィルム・フェスティバル（NYAFF）」（7月15～28日）の3つの映画祭。

### 批評的反応
本作品は日本でさまざまな評価を受けている。2022年5月16日、オンラインマガジン「FILMAGA」は本作品をその日時点で日本において上映されていた全ての日本映画の中で4位にランク付け、映画レビューサイト「Filmarks」上での11,244件のレビューに基づく平均評価は5点中3.81点であった。「映画.com」上では1056件のレビューに基づく平均評価は5点中3.5点であり、そのうち45%が5点中4点と評価した。

#### 海外の批評的反応
「ジャパンタイムズ」のマット・シュリーは本作品を5点中3.5点と評価し、「楽しいが、前作（『シン・ゴジラ』）のようなパンチと重厚さに欠ける。『シン・ゴジラ』は単なる著名なシリーズ作品のノスタルジックなリブートではなく、日本の官僚機構、軍事的能力の限界や東日本大震災のトラウマについて批評するための手段でもあった。『シン・ウルトラマン』は愛されてきたキャラクターを用いて現代日本社会を描くことにはあまり関心がなく、古いオモチャで遊ぶことのほうに興味があるようだ」と評した。
「アニメ・ニュース・ネットワーク」のリチャード・アイゼンベイスは本作を「完全に見やすい映画であるが傑作にはほど遠い。クリエイター達に対して与えられた創作上の自由度がこの映画を最高にも最低にもしていることは明らかだ。結局のところ、『シン・ウルトラマン』は原作と同様に映画ではなくテレビシリーズにすべきだったという気がしてならない。結果、我々に残されたのはやり過ぎかつすこし物足りない映画である。けれども、半世紀前の『ウルトラマン』や同様の特撮番組へのラブレターとしては十分な作品である。ノスタルジックなスペクタクルであり、なぜこのシリーズが今でも人気を保ち続けているのかを理解することはたやすい」と評した。
「Crunchyroll」のアリシア・ハディックは本作品を「新しい世代のために古典的キャラクターを蘇えらせるお手本をハリウッドに示す創造的なスペクタクルだ」と評した。
Unseen Japanのノア・オスコーは本作品を「『ウルトラマン』を現代風にアレンジした華やかで楽しい作品。巨大怪獣との戦闘はインパクトがあるものの、『シン・ゴジラ』とは異なり、巨大怪獣の存在がもたらす現実的な存亡の危機は感じられない。それは映画全体にも言える。政府の官僚制の弱さについての多少の言及を除けば、『シン・ウルトラマン』は基本的には頭を使わずにノスタルジックで楽しい時間を過ごすことに終始している」と評した。

### 興行成績
|                                     | 動員数 （万人） | 動員数 （万人） | 動員数 （万人） | 興行収入 （億円） | 興行収入 （億円） | 備考                                                                    |
| 週末                                | 週末            | 累計            | 週末            | 累計              |                   | 備考                                                                    |
| ----------------------------------- | --------------- | --------------- | --------------- | ----------------- | ----------------- | ----------------------------------------------------------------------- |
| 1週目の週末 （2022年5月14日・15日） | 1位             | 45.1            | 64.2            | 7.0               | 9.9               |                                                                         |
| 2週目の週末 （5月21日・22日）       | 1位             | 31.2            | 134.5           | 4.9               | 20.3              |                                                                         |
| 3週目の週末 （5月28日・29日）       | 2位             | 22.9            | 181.0           | 3.4               | 27.1              |                                                                         |
| 4週目の週末 （6月4日・5日）         | 2位             | 15.6            | 214.0           | 2.3               | 31.8              | 週末動員は2位で、週末興収は3位。                                        |
| 5週目の週末 （6月11日・12日）       | 3位             | 12.6            | 239.1           | 2.0               | 35.6              | 6月10日より全国82館で4D(MX4D、4DX)、全国5館でドルビーシネマの上映開始。 |
| 6週目の週末 (6月18日・19日)         | 4位             |                 | 257.2           | 1.3               | 38.4              | 週末動員は4位で、週末興収は3位。                                        |
| 7週目の週末 (6月25日・26日)         | 5位             |                 | 269.7           | 1.0               | 40.3              | 週末動員は5位で、週末興収は4位。                                        |

### 賞歴
| 映画賞                                   | 部門                         | 対象                             | 結果       | 出典            |
| ---------------------------------------- | ---------------------------- | -------------------------------- | ---------- | --------------- |
| 第40回ゴールデングロス賞                 | 優秀銀賞                     | シン・ウルトラマン               | 受賞       | [ 136 ]         |
| 第35回日刊スポーツ映画大賞・石原裕次郎賞 | 石原裕次郎賞                 | シン・ウルトラマン               | ノミネート | [ 137 ] [ 138 ] |
| 第77回毎日映画コンクール                 | 男優助演賞                   | 山本耕史                         | ノミネート | [ 139 ]         |
| 第46回日本アカデミー賞                   | 優秀作品賞                   | シン・ウルトラマン               | 受賞       | [ 140 ] [ 141 ] |
| 第46回日本アカデミー賞                   | 優秀監督賞                   | 樋口真嗣                         | 受賞       | [ 140 ] [ 141 ] |
| 第46回日本アカデミー賞                   | 最優秀撮影賞                 | 市川修、鈴木啓造                 | 受賞       | [ 140 ] [ 141 ] |
| 第46回日本アカデミー賞                   | 最優秀照明賞                 | 吉角荘介                         | 受賞       | [ 140 ] [ 141 ] |
| 第46回日本アカデミー賞                   | 最優秀美術賞                 | 林田裕至、佐久嶋依里             | 受賞       | [ 140 ] [ 141 ] |
| 第46回日本アカデミー賞                   | 優秀録音賞                   | 田中博信（録音）、山田陽（整音） | 受賞       | [ 140 ] [ 141 ] |
| 第46回日本アカデミー賞                   | 優秀編集賞                   | 栗原洋平、庵野秀明               | 受賞       | [ 140 ] [ 141 ] |
| 第46回日本アカデミー賞                   | 新人俳優賞                   | 有岡大貴                         | 受賞       | [ 140 ] [ 141 ] |
| 第16回アジア・フィルム・アワード         | 視覚効果賞                   | 佐藤敦紀                         | ノミネート | [ 142 ] [ 143 ] |
| 第96回キネマ旬報ベスト・テン             | 読者ベスト・テン（日本映画） | シン・ウルトラマン               | 第8位      | [ 144 ]         |
| VFX-JAPANアワード2023                    | 劇場公開実写映画部門         | シン・ウルトラマン               | 受賞       | [ 145 ]         |
| 第54回星雲賞                             | メディア部門                 | シン・ウルトラマン               | 受賞       | [ 146 ]         |
| 第37回DVD＆動画配信でーた大賞            | 日本映画賞                   | シン・ウルトラマン               | 受賞       |                 |

## 併映
2022年7月8日-21日まで『ウルトラマン』第33話「禁じられた言葉」（メフィラス登場回）、同年7月22日-8月4日まで第39話「さらばウルトラマン」（ゼットン登場回）を映画本編終了後に上映。

## 関連書籍
- 『シン・ウルトラマン デザインワークス』（2022年5月13日劇場先行発売・2022年6月24日一般発売、発売グラウンドワークス）[148][89]
- 『シン・ウルトラマン Millennials BOOK』（2022年6月20日発売）

## 関連商品
- 『シン・ウルトラマン 音楽集』宮内國郎、鷺巣詩郎（2022年6月22日発売）

## 映像ソフト商品
- 『シン・ウルトラマン 』「Blu-ray特別版 4K Ultra HD Blu-ray 同梱4枚組」「Blu-ray特別版 3枚組」「Blu-ray 2枚組」「DVD 2枚組」 2023年4月12日発売予定[149]

## 関連番組
「映画公開記念！『シン・ウルトラマン』誕生SP！」
本作品の公開を記念した特番。放送時間30分。放送局や放送日は各エリアによって異なる。
「『シン・ウルトラマン』をもっと楽しむために!」
TSUBURAYA IMAGINATIONで配信された本作品の公開直前番組。本作品のキャストやスタッフ、米津へのインタビュー映像、メイキング映像で構成される。
『シン・ウルトラファイト』
ムビチケ映像特典。

## 主なコラボレーション
- 2022年4月20日より、マクドナルドのタイアップ企画として、チキンタツタの新商品である「シン・タツタ 宮崎名物チキン南蛮タルタル」が全国のマクドナルドにて発売された。併せて「帰ってきたチキンタツタ」として定番商品のチキンタツタも再発売。ドリンクは本作品のウルトラマンのイラスト入りの限定カップで提供された[153]。
- 2022年4月22日から6月26日まで名古屋鉄道は本作品とコラボし、「シン」の付く8駅[注釈 4]を巡り、各駅の記念硬券入場券「ウルトラ入場券」を購入して集めるイベント「MEITETSU☆ウルトララリー」を実施[154][155]。
- 2022年4月29日から6月30日まで横浜ランドマークタワーにて、本作品とコラボレーションしたイベント「シン・ウルトラマン・横浜ランドマークタワー」が開催された[156]。
- 2022年5月12日より、P&Gのタイアップ企画として、「田村君男」を演じるジョイのイメージキャラクターである西島秀俊とコラボレーションしたWeb限定CM「シン・ジョイ特報」を配信。今後も新たなムービーの公開や一部店舗でのキャンペーンの実施などを予定している[157]。